# Grammia nevadensis
Grammia nevadensis är en fjärilsart som beskrevs av Augustus Radcliffe Grote och Robinson 1866. Grammia nevadensis ingår i släktet Grammia och familjen björnspinnare. Inga underarter finns listade i Catalogue of Life.